# 19 lutego
19 lutego jest 50. dniem w kalendarzu gregoriańskim. Do końca roku pozostało 315 (w latach przestępnych 316) dni.

## Święta
- Imieniny obchodzą: Alwar, Arnold, Barbacy, Barbat, Beat, Biecsława, Bonifacy, Czcisław, Gawin, Henryk, Jerzy, Józef, Julian, Konrad, Konrada, Leoncjusz, Łucja, Manswet, Marceli, Publiusz, Tuliusz i Walery.
- Polska – Dzień Nauki Polskiej
- Nepal – Święto Demokracji
- Turkmenistan – Święto Flagi
- Wspomnienia i święta w Kościele katolickim[1][2] obchodzą:
  - bł. Alwarez z Kordoby (dominikanin)
  - św. Konrad z Piacenzy (tercjarz, eremita)

## Wydarzenia w Polsce
- 1457 – Skierniewice otrzymały prawa miejskie.
- 1654 – W Oleśnicy odbyła się egzekucja seryjnego mordercy 251 osób Melchiora Hedloffa.
- 1807:
  - IV koalicja antyfrancuska: około 1200 powstańców z Wielkopolski i Mazowsza oraz 500 żołnierzy regularnej armii pod wodzą gen. Michała Sokolnickiego zaatakowało w nocy z 18 na 19 lutego Słupsk, w celu zdławienia organizowanej tam pruskiej partyzantki. W walkach w mieście zginęło około 200 Polaków i 50 Prusaków.
  - Na Starym Rynku w Bydgoszczy uroczyście odczytano dekret Napoleona Bonapartego o utworzeniu Księstwa Warszawskiego.
- 1831 – Powstanie listopadowe: zwycięstwo powstańców w bitwie pod Nową Wsią i nierozstrzygnięta bitwa pod Wawrem.
- 1846 – Rozpoczęła się masowa rzeź ziemian, tzw. rzeź galicyjska.
- 1854 – W Toruniu założono niemieckie Kopernikowskie Towarzystwo Nauki i Sztuk.
- 1863 – Powstanie styczniowe: zwycięstwo wojsk rosyjskich w bitwie pod Krzywosądzą.
- 1910 – W Grodnie powstała pierwsza białoruska partia polityczna.
- 1919 – Opuszczony przez Niemców Białystok został zajęty przez Wojsko Polskie i przyłączony do Rzeczypospolitej.
- 1920 – Plebiscyt na Górnym Śląsku: w Bytomiu powołano Polski Komitet Plebiscytowy z Wojciechem Korfantym na czele.
- 1921:
  - Polska zawarła umowę sojuszniczą z Francją.
  - Utworzono województwa poleskie i wołyńskie.
- 1923 – Rozpoczęła działalność Książnica Kopernikańska w Toruniu.
- 1928 – Otwarto Instytut Nauk Judaistycznych w Warszawie.
- 1943:
  - Jan Stanisław Jankowski został Delegatem Rządu na Kraj, zastępując aresztowanego przez Niemców Jana Piekałkiewicza.
  - Kierownictwo Walki Cywilnej skazało na karę infamii i nagany polskich aktorów występujących w nazistowskim filmie propagandowym Powrót do ojczyzny.
- 1944 – Oddział UPA dokonał zbrodni na ok. 60 polskich mieszkańcach wsi Podkamień położonej w powiecie rohatyńskim województwa stanisławowskiego.
- 1947 – Sejm Ustawodawczy uchwalił tzw. Małą Konstytucję.
- 1973 – Otwarto Planetarium w Olsztynie.
- 1987 – USA zniosły sankcje gospodarcze wobec PRL, nałożone po wprowadzeniu stanu wojennego.
- 1988 – Premiera 1. odcinka serialu kryminalnego Na kłopoty… Bednarski w reżyserii Pawła Pitery.
- 1992 – Premiera filmu Odjazd w reżyserii Magdaleny i Piotra Łazarkiewiczów.
- 1993 – W Wojsku Polskim została wprowadzona dewiza Bóg, Honor, Ojczyzna.
- 2005 – Wikimedia Foundation na prośbę polskich wikipedystów uruchomiła serwis Wikinews w języku polskim.
- 2008 – W Sali Recepcyjnej ratusza w Kaliszu 22 przedstawicieli samorządów lokalnych zawarło porozumienie o współpracy w ramach aglomeracji kalisko-ostrowskiej.

## Wydarzenia na świecie

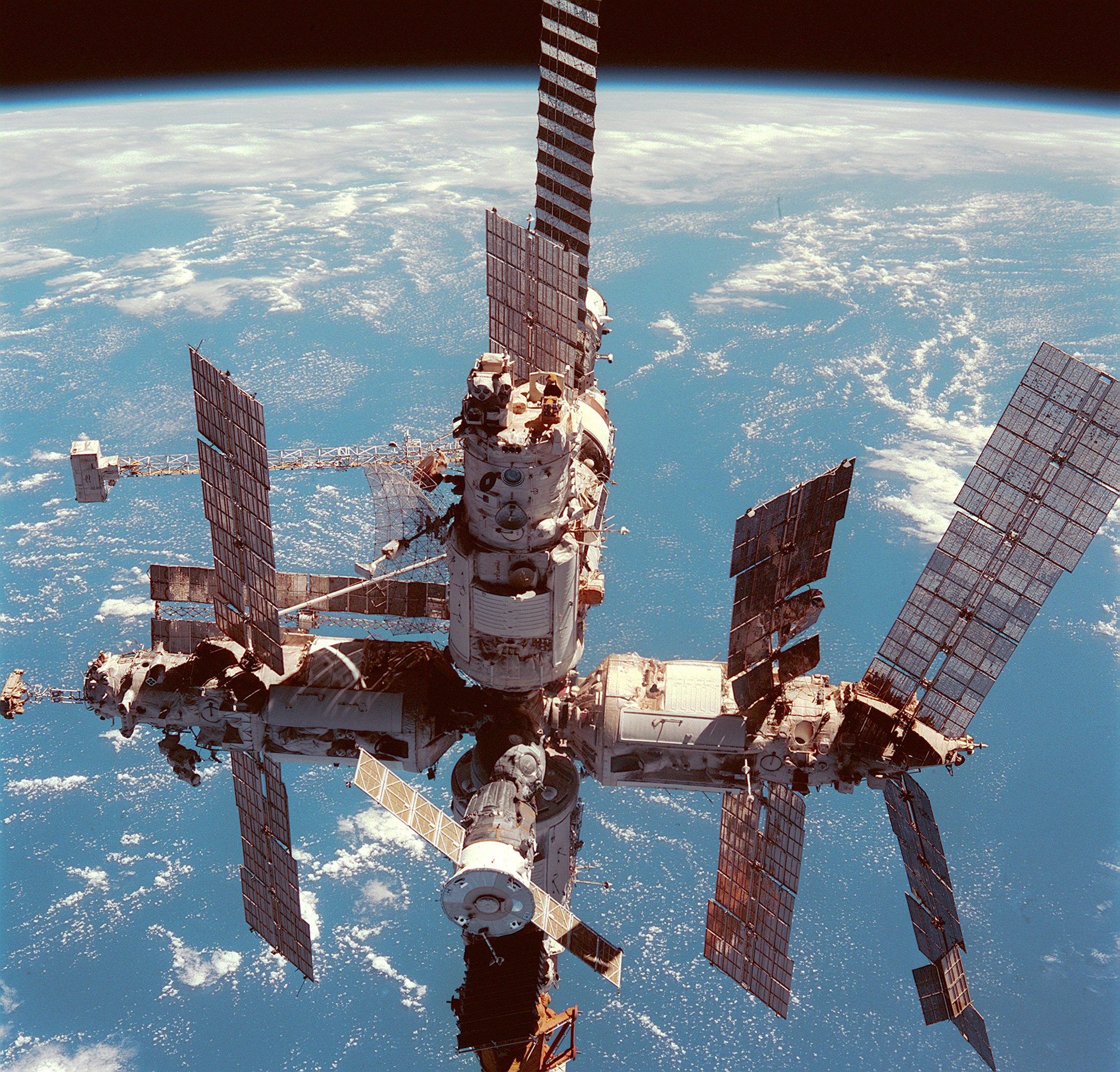
Stacja orbitalna Mir

- 290 p.n.e. – Kōrei został cesarzem Japonii.
- 197 – Cesarz rzymski Septymiusz Sewer pokonał uzurpatora Klodiusza Albinusa w bitwie pod Lugdunum (Lyonem).
- 607 – Bonifacy III został wybrany na papieża.
- 982 – Św. Wojciech został biskupem praskim.
- 1349 – Król Francji Jan II Dobry ożenił się z Joanną z Owernii.
- 1476 – Wojna szwajcarsko-burgundzka: wojska księcia Burgundii Karola Zuchwałego rozpoczęły oblężenie Grandson.
- 1594 – Król Polski Zygmunt III Waza został koronowany w katedrze w Uppsali na króla Szwecji.
- 1600 – Doszło do największego w historii Ameryki Południowej wybuchu peruwiańskiego wulkanu Huaynaputina.
- 1649 – Wojna holendersko-portugalska o Brazylię: klęska wojsk holenderskich w II bitwie pod Guararapes.
- 1674 – Podpisano traktat pokojowy w Westminster kończący III wojnę angielsko-holenderską
- 1695 – VII wojna wenecko-turecka: nierozstrzygnięta II bitwa morska pod Karaburun.
- 1797 – Podpisano traktat z Tolentino na mocy którego papież Pius VI zgodził się na aneksję hrabstwa Venaissin przez Francję.
- 1799 – Wyprawa Napoleona do Egiptu: wojska francuskie zdobyły miasto Al-Arisz.
- 1800 – Napoleon Bonaparte przeprowadził się do odrestaurowanego pałacu Tuileries w Paryżu.
- 1803 – Napoleon Bonaparte wydał Akt Mediacyjny znoszący Republikę Helwecką i wprowadzający w jej miejsce w charakterze państwa stowarzyszonego z Francją luźny związek 19 kantonów.
- 1811 – Wojna na Półwyspie Iberyjskim: zwycięstwo wojsk francuskich nad hiszpańskimi w bitwie nad Geborą.
- 1819 – Brytyjski żeglarz William Smith odkrył Szetlandy Południowe w Antarktyce. Największą wyspę archipelagu nazwał Wyspą Króla Jerzego.
- 1836 – W Paryżu został zgilotynowany Korsykanin Giuseppe Fieschi, sprawca nieudanego zamachu na króla Ludwika Filipa podczas parady wojskowej 28 lipca 1835 roku, w którym zginęło 19 postronnych osób.
- 1843 – Gioacchino Pecci (późniejszy papież Leon XIII) otrzymał sakrę biskupią.
- 1846 – Stany Zjednoczone przejęły oficjalnie władzę nad Republiką Teksasu.
- 1860 – Brytyjski transatlantyk „Hungarian” rozbił się na kanadyjskiej wyspie Sable, w wyniku czego zginęło wszystkich 205 osób na pokładzie.
- 1868 – W Montevideo zginął w zamachu prezydent Urugwaju Venancio Flores.
- 1878 – Thomas Alva Edison opatentował fonograf.
- 1893 – Płynący z Liverpoolu do Nowego Jorku brytyjski statek pasażerski „Naronic” zatonął po zderzeniu z górą lodową na Atlantyku (według znalezionego później listu w butelce napisanego prawdopodobnie przez członka załogi), w wyniku czego zginęły wszystkie 74 osoby na pokładzie.
- 1903 – Amerykański astronom Raymond Smith Dugan odkrył planetoidę (507) Laodica.
- 1905 – Wojna rosyjsko-japońska: rozpoczęła się bitwa pod Mukdenem.
- 1910:
  - Oddano do użytku stadion Old Trafford w Manchesterze.
  - Winston Churchill został ministrem spraw wewnętrznych Wielkiej Brytanii.
  - Założono węgierską Narodową Partię Pracy.
- 1913 – Rewolucja meksykańska: gen. Victoriano Huerta został prezydentem Meksyku po obaleniu Francisco Madero.
- 1915 – I wojna światowa: flota brytyjska i francuska podjęły nieudaną próbę sforsowania Dardaneli.
- 1918 – Powołano Estoński Komitet Ocalenia.
- 1920 – Wojna domowa w Rosji: wobec zbliżania się do miasta oddziałów Armii Czerwonej członkowie Tymczasowego Rządu Obwodu Północnego – organu wykonawczy Białych w północnej Rosji – ewakuowali się drogą morską z Archangielska wraz z wyższymi urzędnikami, wojskowymi i ich rodzinami.
- 1921 – Ukazało się pierwsze wydanie radzieckiego/rosyjskiego dziennika „Trud”.
- 1926 – Dokonano oblotu niemieckiego samolotu wojskowego Dornier Do N.
- 1928 – W szwajcarskim Sankt Moritz zakończyły się II Zimowe Igrzyska Olimpijskie.
- 1931 – Abchaska SRR została, jako republika autonomiczna, przyłączona do Gruzińskiej SRR.
- 1937:
  - Namiestnik Włoskiej Afryki Wschodniej Rodolfo Graziani został ciężko ranny w wyniku zamachu. W odwecie Włosi dokonali serii masakr w Addis Abebie w których zamordowano 30 tys. Etiopczyków, a ich domy spalono.
  - Przyjęto obecnie obowiązujący wzór flagi Holandii.
- 1940 – Bitwa o Atlantyk: rozpoczęła się operacja „Wikinger” – nieudany wypad niemieckich niszczycieli przeciwko brytyjskiemu rybołówstwu.
- 1941 – Luftwaffe rozpoczęła trzydniowe bombardowanie walijskiego Swansea, w wyniku którego zginęło 230 osób, a 397 zostało rannych.
- 1942:
  - Prezydent Franklin Delano Roosevelt wydał dekret umożliwiający internowanie Amerykanów pochodzenia japońskiego.
  - Wojna na Pacyfiku: w wyniku japońskiego bombardowania miasta Darwin w północnej Australii zginęło 250 osób.
  - Wojna na Pacyfiku: rozpoczęła się bitwa w cieśninie Badung.
- 1944:
  - Adolf Hitler zdymisjonował admirała Wilhelma Canarisa z funkcji szefa Abwehry.
  - Utworzono Ludową Republikę Słowenii.
- 1945 – Wojna na Pacyfiku: rozpoczęła się bitwa o Iwo Jimę.
- 1948 – W Norymberdze zakończył się proces 10 wysokiej rangi dowódców Wehrmachtu, którzy dopuścili się zbrodni w okupowanych przez III Rzeszę krajach bałkańskich (Jugosławia, Albania i Grecja) i w Norwegii.
- 1949 – Amerykański poeta Ezra Pound został pierwszym laureatem Nagrody Bollingena.
- 1954:
  - Muhammad as-Sakizli został premierem Libii.
  - Obwód krymski został przyłączony do Ukraińskiej SRR.
- 1955 – Uruchomiono regularne połączenie kolejowe Moskwa-Berlin.
- 1959:
  - Oddano do użytku Budynek Zgromadzenia Państwowego Słowenii w Lublanie.
  - Podczas negocjacji pomiędzy Wielką Brytanią, Grecją i Turcją ustalono przyznanie niepodległości Cyprowi.
- 1964:
  - Obalony 17 lutego w wojskowym zamachu stanu prezydent Gabonu Léon M’ba powrócił do władzy dzięki francuskiej interwencji wojskowej.
  - Premiera francusko-niemieckiego filmu muzycznego Parasolki z Cherbourga w reżyserii Jacques’a Demy’ego.
- 1969 – Krótko po starcie rozbiła się radziecka rakieta nośna z księżycowym pojazdem samobieżnym Łunochod.
- 1970 – Wojna wietnamska: w wiosce Sơn Thắng w Wietnamie Południowym żołnierze amerykańskiej piechoty morskiej zamordowali 5 kobiet i 11 dzieci.
- 1973 – Lecący z Moskwy Tu-154 linii Aerofłot rozbił się i zapalił podczas lądowania na lotnisku Praga-Ruzyně. Spośród 100 osób na pokładzie zginęło 66, a 18 zostało rannych.
- 1978 – Na lotnisku w Larnace nieuzgodniona z cypryjskimi władzami interwencja egipskich sił specjalnych, próbujących odbić 11 zakładników przetrzymywanych w samolocie przez palestyńskich terrorystów, spotkała się z oporem cypryjskich żołnierzy. Spośród 74 egipskich komandosów zginęło 15, natomiast terroryści uwolnili zakładników i zostali ujęci.
- 1982 – Dokonano oblotu Boeinga 757.
- 1984 – W Sarajewie zakończyły się XIV Zimowe Igrzyska Olimpijskie.
- 1985:
  - Lecący z Taoyuan na Tajwanie do Los Angeles Boeing 747 należący do China Airlines został zmuszony (z powodu awarii jednego z silników i wpadnięcia w korkociąg) do awaryjnego lądowania na lotnisku w San Francisco. Spośród znajdujących się na pokładzie 251 pasażerów i 23 członków załogi ranne zostały 24 osoby.
  - Pod Bilbao w Kraju Basków po uderzeniu w wieżę telewizyjną rozbił się Boeing 727 hiszpańskich linii Iberia, w wyniku czego zginęło 148 osób.
  - Stacja BBC One wyemitowała pierwszy odcinek telenoweli EastEnders.
- 1986:
  - Armia Sri Lanki dokonała masakry 80 tamilskich robotników rolnych na wschodzie kraju.
  - Radziecka/rosyjska stacja orbitalna Mir została wyniesiona na orbitę okołoziemską.
- 1988 – W przeprowadzonym przez nieznanych sprawców zamachu bombowym na oddział banku Barclays w Oshakati w północnej części Afryki Południowo-Zachodniej (obecnie Namibia) zginęło 27 osób, a 70 zostało rannych.
- 1989 – W Sztokholmie otwarto halę widowiskowo-sportową Globen, największy kulisty obiekt na świecie.
- 1992 – Przyjęto flagę Turkmenistanu.
- 1999 – W Brazylii przeprowadzono po raz pierwszy w historii transplantację nerki i płata wątroby od żywego dawcy.
- 2000 – Caetano N’Tchama został premierem Gwinei Bissau.
- 2002 – Dokonano oblotu brazylijskiego samolotu pasażerskiego Embraer 170.
- 2003 – 302 osoby zginęły w górach koło Kermanu w Iranie w katastrofie wojskowego Iła-76.
- 2006 – W wyniku eksplozji metanu w kopalni węgla kamiennego pod Nueva Rosita w Meksyku zginęło 65 górników.
- 2007 – 68 osób zginęło w wyniku zamachu bombowego na pociąg „Przyjaźń”, kursujący między Indiami a Pakistanem.
- 2008:
  - Fidel Castro ogłosił swoją rezygnację z funkcji przewodniczącego kubańskiej Rady Państwa.
  - Serż Sarkisjan wygrał wybory prezydenckie w Armenii.
- 2010:
  - Pierwiastek chemiczny o liczbie atomowej 112 otrzymał na cześć Mikołaja Kopernika nazwę copernicium.
  - Podczas XXI Zimowych Igrzysk Olimpijskich w Vancouver Justyna Kowalczyk zdobyła brązowy medal w narciarskim biegu łączonym.
  - W wyniku zawalenia się minaretu meczetu Bab Bardain w marokańskim mieście Meknes zginęło 41 osób, a ponad 80 zostało rannych.
- 2011 – W nocy z 18 na 19 lutego islamscy terroryści wysadzili w powietrze jeden ze słupów nośnych kolei linowej na najwyższej górze Kaukazu i Rosji Elbrusie, w wyniku czego spadło 30 z 45 wagoników.
- 2015 – Kolinda Grabar-Kitarović jako pierwsza kobieta została prezydentem Chorwacji.
- 2020:
  - 43-letni neonazista Tobias Rathjen w dwóch atakach na bary w niemieckim Hanau zastrzelił 9 osób, ranił 6, po czym popełnił samobójstwo w swym mieszkaniu, gdzie znaleziono też zwłoki jego matki zamordowanej przed zamachami.
  - Zoran Milanović został prezydentem Chorwacji.
- 2022 – 14 osób zginęło, a 12 zostało rannych w samobójczym zamachu bombowym w restauracji w Beledweyne w środkowej Somalii, dokonanym przez terrorystę z islamistycznej organizacji Asz-Szabab.

## Urodzili się
- 1461 – Domenico Grimani, włoski kardynał (zm. 1523)
- 1473 – Mikołaj Kopernik, polski astronom, matematyk, ekonomista, lekarz, strateg wojskowy, tłumacz (zm. 1543)
- 1526 – Charles de L’Écluse, francuski lekarz, botanik (zm. 1609)
- 1532 – Jean-Antoine de Baïf, francuski poeta (zm. 1589)
- 1552 – Melchior Klesl, austriacki duchowny katolicki, biskup Wiednia, kardynał, polityk (zm. 1630)
- 1559 – Filip II, margrabia Baden-Baden (zm. 1588)
- 1594 – Henryk Fryderyk Stuart, hrabia Carrick, książę Rothesay (zm. 1612)
- 1595 – Jadwiga, księżniczka brunszwicka, księżna pomorska (zm. 1650)
- 1601 – (data chrztu) Alonso Cano, hiszpański rzeźbiarz, architekt, malarz, rysownik (zm. 1667)
- 1611 – Andries de Graeff, holenderski polityk (zm. 1678)
- 1618 – Johannes Phocylides Holwarda, fryzyjski astronom, lekarz, filozof, logik (zm. 1651)
- 1623 – Philips Pels, holenderski dyplomata (zm. 1682)
- 1627 – Śiwadźi, założyciel Imperium Marathów w Indiach (zm. 1680)
- 1642 – Zofia Luiza, księżniczka wirtemberska, margrabina Bayreuth (zm. 1702)
- 1660 – Friedrich Hoffmann, niemiecki lekarz, farmakolog (zm. 1742)
- 1671 – Charles-Hubert Gervais, francuski kompozytor (zm. 1744)
- 1695 – Konstancja Czartoryska, polska arystokratka, matka króla Stanisława Augusta Poniatowskiego (zm. 1759)
- 1699 – Józef Tuławski, polski kaznodzieja, geometra, matematyk, konstruktor, astronom (zm. 1781)
- 1717 – David Garrick, brytyjski aktor, dramaturg (zm. 1779)
- 1721 – Francis Scott, brytyjski arystokrata, polityk (zm. 1750)
- 1722 – Charles-François Tiphaigne de la Roche, francuski pisarz (zm. 1774)
- 1732 – Richard Cumberland, brytyjski prozaik, dramaturg (zm. 1811)
- 1733 – Daniel Solander, szwedzki botanik (zm. 1782)
- 1734 – Francisco Antonio Cebrián y Valda, hiszpański duchowny katolicki, patriarcha Indii Zachodnich, kardynał (zm. 1820)
- 1737 – Paweł Twardy, polski duchowny ewangelicko-augsburski, wydawca i pisarz religijny (zm. 1807)
- 1743 – Luigi Boccherini, włoski wiolonczelista, kompozytor (zm. 1805)
- 1747 – Heinrich Leopold Wagner, niemiecki pisarz (zm. 1779)
- 1748 – Józef Szymanowski, polski poeta (zm. 1801)
- 1754 – Vincenzo Monti, włoski poeta, prozaik, dramaturg (zm. 1828)
- 1766 – William Dunlap, amerykański dramaturg, aktor, producent i menedżer teatralny (zm. 1839)
- 1767 – Józef Peszka, polski malarz (zm. 1831)
- 1789 – Antoni (Rafalski), rosyjski biskup prawosławny (zm. 1848)
- 1798 – Allan Napier MacNab, kanadyjski oficer, polityk (zm. 1862)
- 1800 – Emilia Tavernier Gamelin, kanadyjska zakonnica, błogosławiona (zm. 1851)
- 1802:
  - Pedro Labernia Esteller, hiszpański językoznawca, leksykograf, wykładowca akademicki (zm. 1860)
  - Wilhelm Matthias Näff, szwajcarski polityk, wiceprezydent i prezydent Szwajcarii (zm. 1881)
- 1804 – Karl von Rokitansky, austriacki lekarz, anatomopatolog pochodzenia czeskiego (zm. 1878)
- 1809:
  - Paweł Maria Bonaparte, francuski książę, bratanek Napoleona (zm. 1827)
  - Charles Henry Darling, brytyjski wojskowy, administrator kolonialny (zm. 1870)
- 1810 – Lauro Rossi, włoski kompozytor (zm. 1885)
- 1812:
  - Zygmunt Krasiński, polski dramatopisarz, poeta (zm. 1859)
  - Józef Malinowski, polski adwokat, działacz społeczny (zm. 1890)
- 1817 – Wilhelm III, król Holandii i wielki książę Luksemburga (zm. 1890)
- 1821:
  - Teofil Lesiński, polski chemik, farmaceuta, wykładowca akademicki (zm. 1860)
  - August Schleicher, niemiecki językoznawca, wykładowca akademicki (zm. 1868)
- 1825 – Konstanty Ireneusz Łubieński, polski duchowny katolicki, biskup sejneński (zm. 1869)
- 1826:
  - Matija Mesić, chorwacki historyk, wykładowca akademicki (zm. 1878)
  - Daniel Salis-Soglio, austro-węgierski baron, generał broni (zm. 1919)
- 1828 – German (Osiecki), rosyjski biskup prawosławny (zm. 1895)
- 1830 – Fortunat Nowicki, polski lekarz, działacz społeczny, uczestnik powstania styczniowego, zesłaniec (zm. 1888)
- 1833 – Élie Ducommun, szwajcarski działacz polityczny, publicysta, laureat Pokojowej Nagrody Nobla (zm. 1906)
- 1843:
  - Józef Baldo, włoski duchowny katolicki, błogosławiony (zm. 1915)
  - Adelina Patti, włoska śpiewaczka operowa (zm. 1919)
- 1846 – Charles Clermont-Ganneau, francuski orientalista, archeolog, dyplomata (zm. 1923)
- 1848 – Emil Repphan, polski sukiennik, przemysłowiec, finansista, działacz, filantrop (zm. 1931)
- 1849 – Hans Dahl, norweski malarz (zm. 1937)
- 1850 – Ernst Bernheim, niemiecki historyk, wykładowca akademicki pochodzenia żydowskiego (zm. 1942)
- 1851:
  - Zbigniew Horodyński, polski ziemianin, polityk (zm. 1930)
  - Konrad Prószyński, polski pisarz, wydawca, działacz oświatowy (zm. 1908)
- 1853 – Rita Dolores Pujalte Sanchez, hiszpańska zakonnica, męczennica, błogosławiona (zm. 1936)
- 1854:
  - William Frederick King, kanadyjski geodeta, astronom pochodzenia brytyjskiego (zm. 1916)
  - Aleksandra Trapszo, polska aktorka, śpiewaczka (zm. 1909)
- 1857 – Hugo III Henckel von Donnersmarck, niemiecki hrabia, ziemianin (zm. 1923)
- 1859 – Svante Arrhenius, szwedzki chemik, fizyk, wykładowca akademicki, laureat Nagrody Nobla (zm. 1927)
- 1861 – Raczo Petrow, bułgarski generał, polityk, premier Bułgarii (zm. 1942)
- 1863:
  - Augusto B. Leguía, peruwiański polityk, prezydent Peru (zm. 1932)
  - Axel Thue, norweski matematyk, wykładowca akademicki (zm. 1922)
- 1864:
  - Wiaczasłau Adamowicz (starszy), białoruski pułkownik, działacz narodowy (zm. 1939)
  - Jean Verdier, francuski duchowny katolicki, arcybiskup Paryża, kardynał (zm. 1940)
  - Ferdinand Zecca, francuski aktor, reżyser, scenarzysta i producent filmowy (zm. 1947)
- 1865:
  - Franciszka Arnsztajnowa, polska poetka, dramaturg, tłumaczka pochodzenia żydowskiego (zm. 1942)
  - Sven Hedin, szwedzki geograf, podróżnik (zm. 1952)
  - Ferdinand Löwe, austriacki dyrygent, pedagog, pianista (zm. 1925)
  - Gieorgij Wysocki, rosyjski uczony w dziedzinie leśnictwa, gleboznawstwa, geobotaniki, geografii fizycznej і hydrologii (ur. 1940)
- 1866 – Mary Anderson, amerykańska wynalazczyni (zm. 1953)
- 1870 – Leon Świeżawski, polski lekarz, działacz społeczny, pisarz (zm. 1936)
- 1871:
  - Ludvig Kornerup, duńsko-szwedzki sędzia i trener piłkarski (zm. 1946)
  - William Diller Matthew, amerykański zoogeograf, paleontolog, wykładowca akademicki (zm. 1930)
- 1873:
  - Louis Feuillade, francuski dziennikarz, reżyser i scenarzysta filmowy (zm. 1925)
  - Gieorgij Spieranski, rosyjski pediatra, wykładowca akademicki (zm. 1969)
- 1874:
  - Adolf Gużewski, polski kompozytor, pianista, dyrygent, pedagog (zm. 1920)
  - Josef Šusta, czeski historyk, publicysta, wykładowca akademicki (zm. 1945)
- 1876:
  - Constantin Brâncuși, rumuński rzeźbiarz (zm. 1957)
  - Arthur von Gerlach, niemiecki reżyser teatralny i filmowy (zm. 1925)
  - Adolf Gużewski, polski kompozytor, pianista, dyrygent (zm. 1920)
- 1877 – Louis Aubert, francuski kompozytor (zm. 1968)
- 1879 – Józef Dunin-Borkowski, polski major kawalerii (zm. 1920)
- 1880 – Álvaro Obregón, meksykański polityk, prezydent Meksyku (zm. 1928)
- 1881:
  - Antanas Garmus, litewski lekarz, polityk, samorządowiec, burmistrz Kowna (zm. 1955)
  - Paul Zech, niemiecki prozaik, poeta, dramaturg, tłumacz (zm. 1949)
- 1882 – Frank Troeh, amerykański strzelec sportowy (zm. 1968)
- 1883 – Johannes Olav Smit, holenderski duchowny katolicki, wikariusz apostolski Norwegii (zm. 1972)
- 1884:
  - Tom Griffin, australijski rugbysta (zm. 1950)
  - Maciej Rataj, polski działacz ludowy, publicysta, polityk, marszałek Sejmu RP (zm. 1940)
- 1885 – Witold Świerz, polski lekarz, taternik, narciarz (zm. 1940)
- 1887 – Jan Poźniak, polsko-białoruski działacz społeczny, polityczny i kulturalny (zm. 1940)
- 1888:
  - José Eustasio Rivera, kolumbijski pisarz (zm. 1928)
  - Thomas Spencer Vaughan Phillips, brytyjski admirał (zm. 1941)
- 1889:
  - Ernest Marsden, brytyjsko-nowozelandzki fizyk, wykładowca akademicki (zm. 1970)
  - Gaudentius Orfali, palestyński franciszkanin, biblista, archeolog (zm. 1926)
- 1890:
  - Kingorō Hashimoto, japoński pułkownik, polityk, zbrodniarz wojenny (zm. 1957)
  - Kazimir Swajak, białoruski duchowny katolicki, działacz narodowy (zm. 1926)
  - Albert White, brytyjski kolarz torowy (zm. 1965)
- 1891:
  - Ernest Glover, brytyjski lekkoatleta, długodystansowiec (zm. 1954)
  - Józef Poliński, polski działacz społeczny, tłumacz poeta (zm. 1944)
  - Wacław Szumkowski, polski botanik, wykładowca akademicki (zm. 1967)
- 1892:
  - Jan Koźmiński, polski malarz, ilustrator (zm. 1940)
  - Tadija Sondermajer jugosłowiański pilot wojskowy i cywilny, inżynier lotnictwa (zm. 1967)
- 1893:
  - Wacław Bitner, polski adwokat, polityk, poseł na Sejm RP (zm. 1981)
  - Fred Comer, amerykański kierowca wyścigowy (zm. 1928)
  - Cedric Hardwicke, brytyjski aktor (zm. 1964)
- 1894:
  - Valentín Beniak, słowacki poeta, tłumacz (zm. 1973)
  - Rost van Tonningen, holenderski polityk nazistowski, kolaborant (zm. 1945)
- 1895 – Louis Calhern, amerykański aktor (zm. 1956)
- 1896 – André Breton, francuski prozaik, poeta, eseista, krytyk sztuki (zm. 1966)
- 1897:
  - Michał Czartoryski, polski dominikanin, męczennik, błogosławiony (zm. 1944)
  - Aniela Menkesowa, polska malarka pochodzenia żydowskiego (zm. 1941)
  - Alma Rubens, amerykańska aktorka (zm. 1931)
- 1898 – Waldemar Kraft, niemiecki polityk (zm. 1977)
- 1899:
  - Lucio Fontana, argentyńsko-włoski malarz, rzeźbiarz (zm. 1968)
  - Jurij Olesza, rosyjski pisarz (zm. 1960)
- 1900 – Konrad Guderski, polski podporucznik, dowódca obrony Poczty Polskiej w Gdańsku (zm. 1939)
- 1901 – Florence Green, brytyjska weteranka I wojny światowej (zm. 2012)
- 1903 – Kazimierz Piwarski, polski historyk, wykładowca akademicki (zm. 1968)
- 1904:
  - Milan Gorkić, jugosłowiański polityk komunistyczny (zm. 1937)
  - Narcyz Łubnicki, polski filozof, wykładowca akademicki (zm. 1988)
  - Józef Oksiutycz, polski kolarz torowy (zm. 1965)
  - Józef Pieter, polski filozof, psycholog, naukoznawca, pedagog (zm. 1989)
- 1905 – Birger Halvorsen, norweski lekkoatleta, skoczek wzwyż (zm. 1976)
- 1906 – Maksymilian Koźmin, polski piłkarz, bramkarz (zm. 1983)
- 1907:
  - Joseph Gonzales, francuski piłkarz, trener pochodzenia hiszpańskiego (zm. 1984)
  - Paul Neergaard, duński botanik, agronom, wykładowca akademicki (zm. 1987)
- 1908:
  - Jan Oderfeld, polski matematyk, inżynier, konstruktor silników lotniczych (zm. 2010)
  - Stanisłau Szuszkiewicz, białoruski poeta, prozaik (zm. 1991)
- 1909 – Harold Smith, amerykański skoczek do wody (zm. 1958)
- 1910:
  - Jan Reychman, polski historyk, lingwista, orientalista, wykładowca akademicki pochodzenia żydowskiego (zm. 1975)
  - Nikołaj Sobol, radziecki i ukraiński polityk (zm. 1991)
- 1911:
  - Merle Oberon, brytyjska aktorka (zm. 1979)
  - Zygmunt Ostrowski, polski polityk, minister przemysłu ciężkiego (zm. 1988)
  - Leonard Sosnowski, polski fizyk, wykładowca akademicki (zm. 1986)
- 1912:
  - Anton Buttigieg, maltański prawnik, poeta, polityk, prezydent Malty (zm. 1983)
  - Manuel Alfonso de Carvalho, portugalski duchowny katolicki, biskup Angary (zm. 1978)
  - Konrad Sieniewicz, polski prawnik, polityk, działacz emigracyjny (zm. 1996)
- 1913:
  - Fritz-Julius Lemp, niemiecki podwodniak (zm. 1941)
  - Julian Mowczan, ukraińsko-ameryański dziennikarz, pisarz, lekarz (zm. 2002)
  - Leonid (Polakow), rosyjski biskup prawosławny (zm. 1990)
  - Roberto Sánchez Vilella, portorykański inżynier, polityk (zm. 1997)
- 1914:
  - Jacques Dufilho, francuski aktor (zm. 2005)
  - Alf Lindblad, fiński lekkoatleta, długodystansowiec (zm. 1980)
  - Adolf Molak, polski socjolog, historyk oświaty, pedagog (zm. 1975)
  - Elfryda Preiss, polska lekkoatletka, sprinterka (zm. 1994)
- 1915 – Eduardo Hay, meksykański działacz sportowy, lekarz (zm. 2005)
- 1916 – Eiichi Kazama, japoński zapaśnik, trener, działacz sportowy (zm. 2001)
- 1917 – Carson McCullers, amerykańska pisarka (zm. 1967)
- 1918:
  - Kazimierz Człapka, polski porucznik radiotelegrafista lotnictwa, cichociemny (zm. 1988)
  - Fay McKenzie, amerykańska aktorka (zm. 2019)
- 1919:
  - Erik Lundgren, szwedzki kierowca wyścigowy, przedsiębiorca motoryzacyjny (zm. 1967)
  - Aleksandr Samarski, rosyjski matematyk, wykładowca akademicki (zm. 2008)
- 1920:
  - Jaan Kross, estoński poeta, prozaik (zm. 2007)
  - Tadeusz Schiele, polski kapitan pilot (zm. 1986)
  - Henryk Wójcik, polski malarz, rysownik, rzeźbiarz, pedagog (zm. 2009)
- 1921:
  - Konrad Bryzek, polski skrzypek, dyrygent, pedagog (zm. 1976)
  - Antonio Ferrer Rodrigo, hiszpański męczennik, Sługa Boży (zm. 1936)
  - Ernie McCoy, amerykański kierowca wyścigowy (zm. 2001)
  - Elioro Paredes, paragwajski piłkarz, bramkarz
  - Kazimierz Ptasiński, polski porucznik, żołnierz BCh (zm. 2016)
  - Aida Stucki, szwajcarska skrzypaczka, pedagog (zm. 2011)
- 1922:
  - Władysław Bartoszewski, polski historyk, pisarz, publicysta, oficer AK, uczestnik powstania warszawskiego, polityk, minister spraw zagranicznych (zm. 2015)
  - Czesław Łuczak, polski historyk, wykładowca akademicki (zm. 2002)
  - Ireneusz Roszkowski, polski ginekolog-położnik, wykładowca akademicki (zm. 1996)
- 1923:
  - Adriano Bompiani, włoski ginekolog-położnik, endokrynolog, bioetyk, wykładowca akademicki, polityk (zm. 2013)
  - Giulio Cabianca, włoski kierowca wyścigowy (zm. 1961)
  - Patrick J. Hillings, amerykański polityk (zm. 1994)
  - Carlos Miller, amerykański fizjolog, wykładowca akademicki (zm. 2012)
  - Bachtiar Siagian, indonezyjski reżyser i scenarzysta filmowy (zm. 2002)
- 1924:
  - Dawid Bronstein, ukraiński szachista pochodzenia żydowskiego (zm. 2006)
  - Lee Marvin, amerykański aktor (zm. 1987)
  - Borghild Niskin, norweska narciarka alpejska (zm. 2013)
  - Benedykt Szymonek, polski piłkarz
  - František Vláčil, czeski reżyser filmowy (zm. 1999)
- 1925:
  - Bogusław Choiński, polski poeta, autor tekstów piosenek (zm. 1976)
  - Kazimierz Wiśniewski, polski żużlowiec, trener (zm. 1996)
  - Andrzej Zagrodzki, polski podporucznik AK, uczestnik powstania warszawakigo (zm. 1944)
- 1926:
  - György Kurtág, węgierski pianista, kompozytor
  - Egisto Pandolfini, włoski piłkarz (zm. 2019)
- 1927:
  - Eva Gredal, duńska działaczka społeczna, polityk (zm. 1995)
  - Kaj Allan Olsen, duński kolarz szosowy
- 1928:
  - Léon Glovacki, francuski piłkarz, trener (zm. 2009)
  - Nicolas Hayek, szwajcarski przedsiębiorca (zm. 2010)
  - Zofia Janukowicz-Pobłocka, polska śpiewaczka operowa (sopran) (zm. 2019)
  - Leszek Moszyński, polski językoznawca, slawista, wykładowca akademicki (zm. 2006)
  - Ian Polmear, australijski inżynier materiałowy, profesor nauk technicznych, lekkoatleta, trójskoczek (zm. 2025)
  - Jan Sajkiewicz, polski inżynier, profesor nauk technicznych (zm. 1995)
- 1929:
  - Björn Bjelfvenstam, szwedzki aktor
  - Philip D’Antoni, amerykański reżyser i producent filmowy i telewizyjny (zm. 2018)
  - Jacques Deray, francuski reżyser filmowy (zm. 2003)
  - Wadim Zacharczenko, rosyjski aktor (zm. 2007)
- 1930:
  - Kjell Espmark, szwedzki pisarz, historyk literatury (zm. 2022)
  - John Frankenheimer, amerykański reżyser filmowy (zm. 2002)
  - Józef Masny, polski leśnik, polityk, poseł na Sejm PRL (zm. 2003)
  - Zbigniew Ziomecki, polski rysownik, karykaturzysta (zm. 2015)
- 1931:
  - Wanda Brzyska, polska chemik, wykładowczyni akademicka (zm. 2020)
  - Ryszard Chachulski, polski rzeźbiarz (zm. 2012)
  - Ałła Łarionowa, rosyjska aktorka (zm. 2000)
  - Teresa Łaska-Mierzejewska, polska antropolog, wykładowczyni akademicka (zm. 2016)
  - Ludwik Maźnicki, polski polityk, poseł na Sejm PRL
  - Camillo Ruini, włoski duchowny katolicki, biskup pomocniczy Reggio Emilia, wikariusz generalny Rzymu, kardynał
  - Marceli Strzykalski, polski piłkarz, trener
  - Gieorgij Władimow, rosyjski pisarz, dysydent (zm. 2003)
- 1932:
  - Daniel Bekker, południowoafrykański bokser (zm. 2009)
  - Joseph Kerwin, amerykański komandor, astronauta
  - Aleksandra Kubicz, polska biochemik, wykładowczyni akademicka
- 1933 – Guy Delhasse, belgijski piłkarz (zm. 2025)
- 1934:
  - Benito Boldi, włoski piłkarz (zm. 2021)
  - Romuald Jankowski, polski polityk, senator RP (zm. 1994)
  - Raymundo Joseph Peña, amerykański duchowny katolicki, biskup Brownsville (zm. 2021)
  - Herbert Rosendorfer, austriacki prawnik, pisarz, kompozytor (zm. 2012)
- 1935:
  - Kaçmaz Akgün, turecki piłkarz (zm. 2023)
  - Janusz Wąsowicz, polski historyk sztuki, marszand, muzealnik
- 1936:
  - Bronisław Idzikowski, polski żużlowiec (zm. 1961)
  - Alina Kowalczykowa, polska historyk literatury (zm. 2022)
  - Władysław Narkiewicz, polski matematyk, wykładowca akademicki
- 1937:
  - Klim Czuriumow, ukraiński astronom zm. 2016)
  - Krzysztof Karasek, polski pisarz, krytyk literacki
  - Krystian Przysiecki, polski dziennikarz, reporter, reżyser, scenarzysta (zm. 2005)
  - Boriss Pugo, radziecki polityk (zm. 1991)
  - Jørgen Rasmussen, duński piłkarz
- 1938:
  - Roman Andrzejewski, polski duchowny katolicki, biskup pomocniczy włocławski (zm. 2003)
  - Oliver Taylor, australijski bokser
- 1939:
  - Władimir Atłantow, rosyjski śpiewak operowy (tenor)
  - František Chobot, czeski inżynier, polityk (zm. 2013)
  - Alfredo Bryce Echenique, peruwiański pisarz
  - Jan Junger, polski wspinacz (zm. 2005)
  - Takashi Mitsukuri, japoński gimnastyk
- 1940:
  - Ryszard Hunger, polski malarz, pedagog
  - Krzysztof Nowak-Tyszowiecki, polski reżyser i scenarzysta filmowy (zm. 2009)
  - Saparmyrat Nyýazow, turkmeński polityk, prezydent Turkmenistanu (zm. 2006)
  - Smokey Robinson, amerykański piosenkarz
  - Andrzej Strejlau, polski piłkarz ręczny i nożny, trener, działacz sportowy, komentator telewizyjny
  - Chico Vaughn, amerykański koszykarz (zm. 2013)
- 1941:
  - Carlos Alsina, argentyński kompozytor, pianista, dyrygent (zm. 2023)
  - David Gross, amerykański fizyk, laureat Nagrody Nobla
  - Maria Sarnik-Konieczna, polska architekt, polityk, poseł na Sejm PRL
  - Imre Szöllősi, węgierski kajakarz (zm. 2022)
- 1942:
  - Jerzy Apostel, polski piłkarz, trener (zm. 2005)
  - Bruno Deserti, włoski kierowca wyścigowy (zm. 1965)
  - Kaj Jensen, duński kolarz szosowy i torowy
  - Ken Kramer, amerykański polityk, kongresman
- 1943:
  - Lou Christie, amerykański piosenkarz
  - Tim Hunt, brytyjski biochemik, laureat Nagrody Nobla
  - Michał Komoszyński, polski biochemik (zm. 2025)
  - Jan de Rooy, holenderski przedsiębiorca, kierowca rajdowy (zm. 2024)
  - Stefania Toczyska, polska śpiewaczka operowa (mezzosopran)
- 1944:
  - Elżbieta Borkowska-Szukszta, polska aktorka
  - Bogdan Poniży, polski duchowny katolicki, egzegeta, biblista, teolog (zm. 2020)
  - Terrence Prendergast, kanadyjski duchowny katolicki, arcybiskup Ottawy
- 1945:
  - Jurij Antonow, rosyjski piosenkarz, kompozytor
  - Wojciech Dąbrowski, polski piosenkarz, autor tekstów, konferansjer, satyryk
  - Michael Nader, amerykański aktor (zm. 2021)
- 1946:
  - Hiroshi Fujioka, japoński aktor, kaskader
  - Ali Mamluk, syryjski generał
  - Luis Puenzo, argentyński reżyser i scenarzysta filmowy
- 1947:
  - Rajko Aleksić, serbski piłkarz
  - Ingvar Hansson, szwedzki żeglarz sportowy
  - Malcolm Harbour, brytyjski polityk
  - Reno Olsen, duński kolarz szosowy i torowy
  - Betty Ting Pei, tajwańska aktorka
- 1948:
  - Pim Fortuyn, holenderski polityk (zm. 2002)
  - Tony Iommi, brytyjski gitarzysta, członek zespołu Black Sabbath
  - Vasillaq Vangjeli, albański aktor (zm. 2011)
- 1949:
  - Arend Agthe, niemiecki reżyser i scenarzysta filmowy
  - Zofia Gąska, polska lekkoatletka, oszczepniczka
  - Eddie Hardin, brytyjski muzyk, piosenkarz (zm. 2015)
  - Asfandyar Wali Khan, pakistański polityk
- 1950:
  - Andy Powell, brytyjski gitarzysta, członek zespołu Wishbone Ash
  - Kenshi Takanohana, japoński sumita (zm. 2005)
  - Johan Leysen, belgijski aktor (zm. 2023)
- 1951:
  - Alan Merrill, amerykański wokalista i gitarzysta rockowy, aktor, model (zm. 2020)
  - Maciej Pawlikowski, polski himalaista, ratownik górski
  - Henryk Suchora, polski rolnik, polityk, poseł na Sejm RP (zm. 2024)
- 1952:
  - Steve James, amerykański aktor, kaskader, zawodnik sportów walki (zm. 1993)
  - Ryū Murakami, japoński pisarz, reżyser filmowy
  - Rodolfo Neri Vela, meksykański fizyk, astronauta
  - Paweł (Ponomariow), rosyjski biskup prawosławny, egzarcha białoruski
  - Amy Tan, amerykańska pisarka pochodzenia chińskiego
  - Danilo Türk, słoweński prawnik, polityk, prezydent Słowenii
- 1953:
  - Anuar Battisti, brazylijski duchowny katolicki, arcybiskup Maringá
  - Attilio Bettega, włoski kierowca rajdowy (zm. 1985)
  - Cristina Fernández de Kirchner, argentyńska polityk, prezydent Argentyny
  - Barbara Schnitzler, niemiecka aktorka
  - Massimo Troisi, włoski aktor (zm. 1994)
- 1954:
  - Charles Belfoure, amerykański pisarz, architekt, historyk
  - Francis Buchholz, niemiecki basista, członek zespołu Scorpions
  - Mark Andrew Capes, brytyjski dyplomata
  - Moussa El-Hage, libański duchowny maronicki, arcybiskup Hajfy i Ziemi Świętej
  - Michael Gira, amerykański multiinstrumentalista, kompozytor, autor tekstów, producent muzyczny, członek zespołów: Swans, The World of Skin, The Body Lovers i Angels of Light
  - Reiner Haseloff, niemiecki polityk, premier Saksonii-Anhalt
  - Judit Magos, węgierska tenisistka stołowa
  - Eduardo Nevares, amerykański duchowny katolicki, biskup pomocniczy Phoenix pochodzenia meksykańskiego
  - Sócrates, brazylijski piłkarz, pediatra (zm. 2011)
  - Cezary Urbaniak, polski ekonomista, polityk, poseł na Sejm RP
  - Anelson Vieira, brazylijski judoka
- 1955:
  - Jeff Daniels, amerykański aktor, reżyser i scenarzysta filmowy, muzyk, dramatopisarz
  - Siri Hustvedt, amerykańska pisarka, poetka, eseistka pochodzenia norweskiego
  - David Murray, amerykański saksofonista jazzowy
  - Jana Paulová, czeska aktorka
  - Irena Šiaulienė, litewska pedagog, polityk
- 1956:
  - Jolanta Banak, polska aktorka
  - Kathleen Beller, amerykańska aktorka
  - Russ Howard, kanadyjski curler
  - Roderick MacKinnon, amerykański biolog, wykładowca akademicki, laureat Nagrody Nobla
- 1957:
  - Sławomir Bubicz, polski nauczyciel jogi (zm. 2021)
  - Falco, austriacki wokalista, muzyk, kompozytor (zm. 1998)
  - Jeffrey Hamburger, amerykański historyk sztuki, mediewista
  - Jolanta Jaszkowska, polska piosenkarka
  - Bogdan Wankiewicz, polski samorządowiec, starosta powiatu wałeckiego
  - Rainer Wieland, niemiecki prawnik, polityk
  - Ray Winstone, brytyjski aktor
- 1958:
  - Helen Fielding, brytyjska dziennikarka, pisarka
  - Martin Hewitt, amerykański aktor
  - Mišo Krstičević, chorwacki piłkarz, trener
  - Stefan Niemierowski, polski aktor
- 1959:
  - Juan María Agurto Muñoz, chilijski duchowny katolicki, biskup Ancud
  - Mourad Amara, algierski piłkarz, bramkarz
  - Anatolij Demjanenko, ukraiński piłkarz, trener
  - Uwe Dotzauer, niemiecki kombinator norweski
- 1960:
  - Andrzej, książę Yorku
  - Momčilo Bajagić, serbski gitarzysta, wokalista, kompozytor, autor tekstów, członek zespołów: Bajaga i instruktori, Riblja čorba i YU Rock Misija
  - Urszula Kasperzec, polska siatkarka
  - John Paul Jr., amerykański kierowca wyścigowy (zm. 2020)
  - Nandor Sabo, jugosłowiański zapaśnik
- 1961:
  - Benoît Chamoux, francuski alpinista, himalaista (zm. 1995)
  - Justin Fashanu, angielski piłkarz pochodzenia nigeryjsko-gujańskiego (zm. 1998)
  - Pirjo Mattila, fińska biathlonistka
  - Grzegorz Pawlak, polski aktor
  - John Pinone, amerykański koszykarz
  - John Ross, kanadyjski narciarz dowolny
  - Kari Ukkonen, fiński piłkarz, trener
  - Andy Wallace, brytyjski kierowca wyścigowy
- 1962:
  - Rogelio Antonio, filipiński szachista
  - Franky Gee, amerykański wokalista, członek zespołu Captain Jack pochodzenia kubańskiego (zm. 2005)
  - Miroslav Ihnačák, słowacki hokeista, trener
  - Ģirts Valdis Kristovskis, łotewski inżynier, polityk
  - Hana Mandlíková, czeska tenisistka
  - Kari Rauhanen, fiński trener hokejowy
- 1963:
  - Solvita Āboltiņa, łotewska prawnik, polityk
  - Tom Angelripper, niemiecki wokalista, basista, członek zespołów: Sodom, Onkel Tom Angelripper, Die Knappen i Bassinvaders
  - Ron Backes, amerykański lekkoatleta, kulomiot
  - Włodzimierz Biały, polski przedsiębiorca
  - Slobodan Dubajić, serbski piłkarz
  - Wiesław Gola, polski perkusista, członek zespołów: Mech i Oddział Zamknięty (zm. 2015)
  - Laurell K. Hamilton, amerykańska pisarka
  - Liberatus Sangu, tanzański duchowny katolicki, biskup Shinyangi
  - Seal, brytyjski piosenkarz, kompozytor pochodzenia brazylijsko-nigeryjskiego
- 1964:
  - Doug Aldrich, amerykański gitarzysta, członek zespołów: Whitesnake i Burning Rain
  - Jennifer Doudna, amerykańska biochemik, biolog molekularna
  - Beata Iwanek-Rozwód, polska łuczniczka
  - Klaus Lausch, niemiecki żużlowiec
  - Jonathan Lethem, amerykański pisarz
  - Jim McInally, szkocki piłkarz, trener
  - Elżbieta Nawrocka, polska polityk, wicemarszałek województwa łódzkiego, poseł na Sejm RP
  - Agata Rowińska, polska prawnik, urzędnik państwowy
  - Fanas Salimow, kazachski piłkarz, trener i sędzia piłkarski (zm. 2021)
  - Hiob (Smakouz), rosyjski biskup prawosławny
  - Jacek Sykulski, polski kompozytor, dyrygent
  - Teresa Worek, polska siatkarka
- 1965:
  - Jaime Bayly, peruwiański pisarz, dziennikarz
  - Rubén Darío Hernández, kolumbijski piłkarz
  - Leroy Miller, amerykański muzyk, producent muzyczny, wokalista, gitarzysta, autor tekstów
  - Kumiko Okamoto, japońska tenisistka
  - Nurmagomied Szanawazow, rosyjski bokser
  - Wojciech Wala, polski zapaśnik (zm. 2024)
- 1966:
  - Justine Bateman, amerykańska aktorka
  - Wendy Kaplan, amerykańska aktorka
  - Paweł Konnak, polski performer, reżyser filmowy, konferansjer
  - Enzo Scifo, belgijski piłkarz
  - Maciej Srebro, polski polityk, poseł na Sejm RP, minister łączności
  - Robert Wichrowski, polski reżyser filmowy
- 1967:
  - Mateus Carrieri, brazylijski aktor
  - Sven Erik Kristiansen, norweski muzyk, wokalista, kompozytor, członek zespołów: Mayhem, Skitliv, Wurdulak, Sehnsucht i Bomberos
  - Benicio del Toro, portorykański aktor, scenarzysta i producent filmowy
- 1968:
  - Frank Watkins, amerykański basista, członek zespołów: Obituary i Gorgoroth (zm. 2015)
  - Krzysztof Wojtyczek, polski prawnik, sędzia ETPCz
- 1969:
  - Burton C. Bell, amerykański wokalista, autor tekstów, członek zespołów: Fear Factory, Ascension of the Watchers i City of Fire
  - Stefano Nava, włoski piłkarz, trener
  - Krzysztof Perlicki, polski inżynier
  - Radosław Torzyński, polski samorządowiec, prezydent Ostrowa Wielkopolskiego
- 1970:
  - Jarosław Arabas, polski informatyk
  - Joacim Cans, szwedzki muzyk
  - Ellis Ferreira, południowoafrykański tenisista
  - Lord Finesse, amerykański raper, producent muzyczny
  - Wadim Saszurin, białoruski biathlonista
  - Magnus Swartling, szwedzki curler
- 1971:
  - Jeff Kinney, amerykański pisarz, rysownik, projektant gier online
  - Maurice Ruah, wenezuelski tenisista
- 1972:
  - Manabu Horii, japoński łyżwiarz szybki
  - Mikołaj Klimek, polski aktor (zm. 2020)
  - Kris Trajanovski, australijski piłkarz pochodzenia macedońskiego
- 1973:
  - Robert Grzegorczyk, polski łyżwiarz figurowy
  - Trine Hansen, duńska wioślarka
  - Nikos Ikonomu, grecki koszykarz, trener
  - Eric Lange, amerykański aktor
- 1974:
  - Wake Nibombe, togijski piłkarz, bramkarz
  - Daniel Tjernström, szwedzki piłkarz
- 1975:
  - Daniel Adair, kanadyjski perkusista, członek zespołu Nickelback
  - Andrezinho, azerski piłkarz pochodzenia brazylijskiego
  - Artur Binkowski, kanadyjski bokser pochodzenia polskiego
  - Łukasz Golec, polski muzyk, wokalista, członek zespołu Golec uOrkiestra
  - Paweł Golec, polski muzyk, wokalista, członek zespołu Golec uOrkiestra
  - Łukasz Kardas, polski dziennikarz, lektor, prezenter telewizyjny
  - Mikko Kavén, fiński piłkarz, bramkarz
  - Esther de Lange, holenderska polityk, eurodeputowana
  - János Lázár, węgierski samorządowiec, polityk
  - Muhammad Ali Rida, egipski bokser
- 1976:
  - Maxime Chattam, francuski pisarz
  - Brian Price, kanadyjski wioślarz
  - Agnieszka Ptaszkiewicz, polska lekkoatletka, miotaczka
- 1977:
  - Vittorio Grigolo, włoski śpiewak operowy (tenor)
  - Hubbel Palmer, amerykański aktor i scenarzysta
  - Ola Salo, szwedzki wokalista, autor tekstów, członek zespołu The Ark
  - Mihaela Sandu, rumuńska szachistka
  - Gian Simmen, szwajcarski snowboardzista
  - Gianluca Zambrotta, włoski piłkarz
- 1978:
  - Joanna Gleń, polska aktorka
  - Immortal Technique, amerykański raper
  - Michalis Konstandinu, cypryjski piłkarz
  - Alioum Saidou, kameruński piłkarz
- 1979:
  - Steve Cherundolo, amerykański piłkarz
  - Aleksandr Fomiczow, rosyjski hokeista
  - Vitas, ukraiński piosenkarz
- 1980:
  - David Gandy, brytyjski model
  - Ma Lin, chiński tenisista stołowy
  - Mike Miller, amerykański koszykarz
- 1981:
  - Thomas Buffel, belgijski piłkarz
  - Tye Dillinger, kanadyjski wrestler
  - Beth Ditto, amerykańska wokalistka, członkini zespołu Gossip
  - Thomas Holm, norweski piłkarz
  - Dienis Jewsikow, rosyjski piłkarz
  - Bence Mátyássy, węgierski aktor
  - Miguel Mea Vitali, wenezuelski piłkarz
  - Kyle Martino, amerykański piłkarz, komentator telewizyjny
  - Katarzyna Mróz, polska siatkarka
  - Tomasz Musiał, polski sędzia piłkarski
  - Tina Pisnik, słoweńska tenisistka
  - Nicky Shorey, angielski piłkarz
  - Baiba Skride, łotewska skrzypaczka
- 1982:
  - Morgan Alexander, kanadyjski bobsleista
  - Alex Dunn, amerykański koszykarz
  - Arnoldo Jimenez, amerykański morderca pochodzenia meksykańskiego
  - Yssouf Koné, burkiński piłkarz
  - Mascarita Dorada, meksykański wrestler
  - Mattias Nilsson, szwedzki biathlonista
  - Camelia Potec, rumuńska pływaczka
- 1983:
  - Răzvan Cociș, rumuński piłkarz
  - Detelin Dałakliew, bułgarski bokser
  - Affo Erassa, togijski piłkarz
  - Daigo Kobayashi, japoński piłkarz
  - Katsunori Kotoōshū, japoński zapaśnik pochodzenia bułgarskiego
  - Kristian Kuusela, fiński hokeista
  - Mika Nakashima, japońska piosenkarka, aktorka
  - Mihai Neșu, rumuński piłkarz
  - Mihăiță Pleșan, rumuński piłkarz
  - Iwan Szefier, rosyjski łyżwiarz figurowy
  - Tony D, niemiecki raper pochodzenia libańskiego
  - Darold Williamson, amerykański lekkoatleta, sprinter
  - Nick Zoricic, kanadyjski narciarz dowolny pochodzenia bośniackiego (zm. 2012)
- 1984:
  - Kastriot Berishaj, albański polityk
  - David Fleurival, gwadelupski piłkarz
  - Antons Jemeļins, łotewski piłkarz
  - Zalimchan Jusupow, rosyjski i tadżycki zapaśnik
  - Marylin Pla, francuska łyżwiarka figurowa
  - Erminio Rullo, włoski piłkarz, trener
  - Peter Terting, niemiecki kierowca wyścigowy
- 1985:
  - Iwona Bernardelli, polska lekkoatletka, biegaczka długodystansowa
  - Haylie Duff, amerykańska aktorka, piosenkarka
  - Arielle Kebbel, amerykańska aktorka
  - Kosta Perović, serbski koszykarz
  - Sławomir Peszko, polski piłkarz
  - Milovan Raković, serbski koszykarz
- 1986:
  - Sebastián Dubarbier, argentyński piłkarz pochodzenia francuskiego
  - Miina Kenttä, fińska lekkoatletka, tyczkarka
  - Linus Klasen, szwedzki hokeista
  - Ophelia Lovibond, brytyjska aktorka
  - Geofrey Massa, ugandyjski piłkarz
  - Maria Mena, norweska piosenkarka pochodzenia nikaraguańskiego
  - Junior Ross, peruwiański piłkarz
  - Ewelina Ruckgaber, polska aktorka, wokalistka, prezenterka telewizyjna
  - Amadou Sidibé, malijski piłkarz
  - Marta Vieira da Silva, brazylijska piłkarka
  - Malchaz Zarkua, gruziński zapaśnik
- 1987:
  - Abdorreza Alizade, irański siatkarz
  - Martin Büchel, liechtensteiński piłkarz
  - Anna Cappellini, włoska łyżwiarka figurowa
  - Alexandra Eremia, rumuńska gimnastyczka
  - Beñat Etxebarria, hiszpański piłkarz narodowości baskijskiej
  - Kevin Lalande, kanadyjski hokeista
  - Josh Reddick, amerykański baseballista
- 1988:
  - Marion Buisson, francuska lekkoatletka, tyczkarka
  - Katarzyna Dziurska, polska trenerka personalna, instruktorka fitness
  - Atte Engren, fiński hokeista, bramkarz
  - Marzena Karpińska, polska sztangistka
  - Natalija Pohrebniak, ukraińska lekkoatletka, sprinterka
- 1989:
  - Danielle Adams, amerykańska koszykarka
  - Jeorjos Bogris, grecki koszykarz
  - Arsen Gałstian, rosyjski judoka
  - Jeff Henderson, amerykański lekkoatleta, skoczek w dal
  - Wu Xi, chiński piłkarz
- 1990:
  - Sone Aluko, nigeryjski piłkarz
  - Kosta Barbarouses, nowozelandzki piłkarz pochodzenia greckiego
  - Ryad Boudebouz, algierski piłkarz
  - Kaja Mianowana, polska aktorka, wokalistka
- 1991:
  - C.J. Harris, amerykański koszykarz
  - Christoph Kramer, niemiecki piłkarz
  - Ethan Mitchell, nowozelandzki kolarz torowy
  - Adreian Payne, amerykański koszykarz (zm. 2022)
  - Rafał Przybylski, polski piłkarz ręczny
  - Laura Samuel, brytyjska lekkoatletka, trójskoczkini
- 1992:
  - Emily Borrell, kubańska siatkarka
  - Georgi Miłanow, bułgarski piłkarz
  - Ilija Miłanow, bułgarski piłkarz
- 1993:
  - Berat Djimsiti, albański piłkarz
  - María Rún Gunnlaugsdóttir, islandzka lekkoatletka, wieloboistka
  - Mauro Icardi, argentyński piłkarz
  - Victoria Justice, amerykańska aktorka, piosenkarka
  - Morena Martínez Franchi, argentyńska siatkarka
  - Hugo Vidémont, francuski piłkarz
- 1994:
  - Vladimir Cupara, serbski piłkarz ręczny, bramkarz
  - Maryna Gąsienica-Daniel, polska narciarka alpejska
  - Nikita Markowski, rosyjski hokeista
  - Laura Oprea, rumuńska wioślarka
  - Mathilde Amivi Petitjean, togijska biegaczka narciarska
  - Michal Ranko, słowacki piłkarz
  - Alan Uryga, polski piłkarz
  - Brett Walsh, kanadyjski siatkarz
- 1995:
  - Mikkel Desler, duński piłkarz
  - Nikola Jokić, serbski koszykarz
  - Marcus Monsen, norweski narciarz alpejski
  - Adam Pecháček, czeski koszykarz
  - Daly Santana, portorykańska siatkarka
- 1996:
  - Magdalena Damaske, polska siatkarka
  - Katarzyna Furmanek, polska lekkoatletka, młociarka
  - Mabel, brytyjsko-szwedzka piosenkarka
  - Alina Meier, szwajcarska biegaczka narciarska
  - D.J. Wilson, amerykański koszykarz
- 1997:
  - Romaric Belemene, kongijski koszykarz
  - Nemanja Glavčić, serbski piłkarz
  - Christopher Martins Pereira, luksemburski piłkarz pochodzenia kabowerdyjskiego
  - Dienis Niekrasow, rosyjski kolarz szosowy i torowy
  - Nicklas Sahl, duński piosenkarz, gitarzysta, autor piosenek
- 1998:
  - Wadeline Jonathas, amerykańska lekkoatletka, sprinterka
  - Felipe Meligeni Alves, brazylijski tenisista
  - Dmytro Wijecki, ukraiński siatkarz
  - Annahita Zamanian, francuska piłkarka pochodzenia irańskiego
- 1999:
  - Loïc Bessilé, togijski piłkarz
  - Alexandra Hedrick, amerykańska zapaśniczka
  - Guiomar Maristany, hiszpańska tenisistka
  - Anastasia Nichita, mołdawska zapaśniczka
- 2000:
  - Albina Kairgieldinowa, kazachska zapaśniczka
  - Li Yingying, chińska siatkarka
  - Carlos Mejía, honduraski piłkarz
- 2001:
  - Sava-Arangel Čestić, serbski piłkarz
  - Mateusz Kaszowski, polski koszykarz
  - Lee Kang-in, południowokoreański piłkarz
  - David Mazouz, amerykański aktor pochodzenia żydowskiego
  - Jan Wawrzkowicz, polski lekkoatleta, sprinter
  - Maciej Witan, polski hokeista
- 2002:
  - Jesús Orozco, meksykański piłkarz
  - Marko Stamenic, nowozelandzki piłkarz pochodzenia serbskiego
- 2003:
  - Radosław Cielemęcki, polski piłkarz
  - Ariel Mosór, polski piłkarz
  - Yuka Murayama, japońska aktorka
  - Mohamed Ali Zorgui, tunezyjski zapaśnik
- 2004 – Millie Bobby Brown, brytyjska aktorka, modelka
- 2005 – Alma Deutscher, brytyjska kompozytorka, skrzypaczka pochodzenia żydowskiego

## Zmarli
- 197 – Klodiusz Albinus, cesarz rzymski (uzurpator) (ur. ok. 150)
- 1211 – Jadwiga Przemyślidka, czeska księżniczka (ur. ?)
- 1309 – Bogusław IV, książę zachodniopomorski (ur. 1255)
- 1351 – Konrad z Piacenzy, włoski pustelnik, tercjarz franciszkański, święty (ur. ok. 1290)
- 1430 – Alwarez z Kordoby, hiszpański dominikanin, błogosławiony (ur. ok. 1360)
- 1445 – Eleonora Aragońska, królowa Portugalii (ur. ok. 1402)
- 1465 – Gjon Gazulli, albański dominikanin, pisarz, dyplomata, astronom (ur. 1400)
- 1532 – Henryk II Średni, książę Lüneburga (ur. 1468)
- 1545 – Pierre Brully, francuski dominikanin, następnie kalwinista (ur. ok. 1518)
- 1553 – Erasmus Reinhold, niemiecki astronom, matematyk, wykładowca akademicki (ur. 1511)
- 1564 – Guillaume Morel, francuski drukarz, humanista (ur. 1505)
- 1596 – Blaise de Vigenère, francuski dyplomata, tłumacz, chemik, kryptograf (ur. 1523)
- 1602 – Faustina Amerbach, szwajcarska arystokratka (ur. 1530)
- 1605 – Orazio Vecchi, włoski kompozytor (ur. 1550)
- 1621 – Giacomo Sannesio, włoski duchowny katolicki, biskup Orvieto, kardynał (ur. 1560)
- 1623 – Klara Maria, księżniczka pomorska, księżna meklembursko-szweryńska na Güstrowie i brunszwicko-lüneburska na Dannenbergu (ur. 1574)
- 1645 – Pier Paolo Crescenzi, włoski kardynał (ur. 1572)
- 1653 – Luigi Rossi, włoski kompozytor (ur. 1598)
- 1654 – Melchior Hedloff, niemiecki seryjny morderca (ur. ?)
- 1682 – Friedrich von Hessen, niemiecki duchowny katolicki, biskup wrocławski, kardynał (ur. 1616)
- 1709 – Tsunayoshi Tokugawa, japoński siogun (ur. 1646)
- 1716 – Dorothe Engelbretsdatter, norweska poetka, pisarka (ur. 1634)
- 1719 – Georg Heinrich von Görtz, niemiecko-szwedzki polityk, dyplomata (ur. 1668)
- 1729 – Karol Piotr Pancerzyński, polski duchowny katolicki, sufragan białoruski, biskup smoleński i wileński (ur. ?)
- 1733 – Maria Ludwika Burbon, francuska księżniczka (ur. 1728)
- 1736 – Johann Georg Mozart, austriacki introligator, dziadek Wolfganga (ur. 1679)
- 1767 – Johann Christoph Wulff, pruski przyrodnik (ur. ?)
- 1769 – Bartolomé Rull, hiszpański duchowny katolicki, biskup Malty (ur. 1691)
- 1799 – Jean-Charles de Borda, francuski fizyk, matematyk, metrolog, wykładowca akademicki ur. 1733)
- 1806 – Elizabeth Carter, brytyjska poetka, pisarka (ur. 1717)
- 1816:
  - Jean-Pierre-François Guillot-Duhamel, francuski inżynier, metalurg (ur. 1730)
  - Antoni Tyzenhauz, polski generał, polityk (ur. 1756)
- 1823 – Ignacy Antoni Raczyński, polski duchowny katolicki, biskup poznański, administrator apostolski warszawski, arcybiskup metropolita gnieźnieński i prymas Polski (ur. 1741)
- 1827 – Armand Caulaincourt, francuski generał, dyplomata (ur. 1839)
- 1836:
  - Giuseppe Fieschi, korsykański zamachowiec (ur. 1790)
  - Joice Heth, afroamerykańska niewolnica (ur. ok. 1756)
- 1837 – Georg Büchner, niemiecki rewolucjonista, pisarz, przyrodnik (ur. 1813)
- 1839 – Alleyne Fitzherbert, brytyjski arystokrata, dyplomata (ur. 1753)
- 1841:
  - Diogo Alves, portugalski seryjny morderca (ur. 1810)
  - Augusta Krystyna Fryderyka Hohenzollern, księżniczka pruska, elektorowa Hessen-Ksssel (ur. 1780)
- 1844 – Maciej Jabłonowski, polski książę, polityk, rotmistrz Kawalerii Narodowej (ur. 1757)
- 1845 – Maciej Dąbrowski, polski podpułkownik, uczestnik powstania listopadowego (ur. ?)
- 1846 – Marceli Skałkowski, polski poeta, działacz konspiracyjny, powstaniec (ur. 1818)
- 1855 – Józef Poniatowski, polski i francuski oficer (ur. 1809)
- 1856 – Conrad Heyer, amerykański farmer, weteran rewolucji amerykańskiej (ur. 1749)
- 1862 – Łucja Yi Zhenmei, chińska męczennica i święta katolicka (ur. 1815)
- 1866 – Charles Richard Ogden, kanadyjski prawnik, polityk (ur. 1791)
- 1867:
  - Stefan Wiktor Habsburg, arcyksiążę austriacki, palatyn Węgier (ur. 1817)
  - Roman Zmorski, polski poeta, tłumacz, folklorysta (ur. 1822)
- 1868 – Venancio Flores, urugwajski wojskowy, polityk, prezydent Urugwaju (ur. 1808)
- 1872:
  - Gustav Adolph Ackermann, niemiecki prawnik (ur. 1791)
  - José Sebastian Goyeneche Barreda, peruwiański duchowny katolicki, biskup Arequipy, arcybiskup metropolita limski, prymas Peru (ur. 1784)
- 1876:
  - Marcin Jabłoński, polski malarz, litograf (ur. 1801)
  - Wincenty Smokowski, polski malarz, grafik, ilustrator, rzeźbiarz (ur. 1797)
- 1878:
  - Dario Bucciarelli, włoski duchowny katolicki, biskup Szkodry, arcybiskup Skopje (ur. 1812)
  - Charles-François Daubigny, francuski malarz, grafik, litograf, ilustrator (ur. 1817)
- 1882 – William B. Maclay, amerykański polityk (ur. 1812)
- 1886 – Joseph Matthäus Aigner, austriacki malarz portrecista (ur. 1818)
- 1887:
  - Roman Czartoryski, polski książę, polityk (ur. 1839)
  - Eduard Douwes Dekker, holenderski pisarz (ur. 1820)
- 1890 – Karol Hindemith, polski drukarz, wydawca, księgarz pochodzenia niemieckiego (ur. 1810)
- 1891:
  - Josip Mihalović, chorwacki duchowny katolicki, arcybiskup metropolita zagrzebski, kardynał (ur. 1814)
  - Bronisław Podbielski, polski malarz, rysownik, ilustrator (ur. 1839)
  - Alexander Winchell, amerykański geolog, zoolog, botanik, wykładowca akademicki (ur. 1824)
- 1892 – Józef Hussarzewski, polski ziemianin, podróżnik (ur. 1840)
- 1894 – Francisco Asenjo Barbieri, hiszpański kompozytor, dyrygent, muzykolog, krytyk muzyczny, pedagog (ur. 1823)
- 1897:
  - Charles Blondin, francuski linoskoczek (ur. 1824)
  - Józef Waśniewski, polski pisarz, esperantysta (ur. 1858)
  - Karl Weierstraß, niemiecki matematyk, wykładowca akademicki (ur. 1815)
- 1898 – Léon Ollé-Laprune, francuski filozof katolicki (ur. 1839)
- 1903 – Emil Leszczyński, polski ziemianin (ur. ok. 1827)
- 1904:
  - Zdzisław Hipolit Dąbrowski, powstaniec styczniowy, inż. chemii, organizator przemysłu cukrowniczego (ur. 1843)
  - Fredrik Adam Smitt, szwedzki zoolog (ur. 1839)
- 1908 – Adam Majewski, polski adwokat, uczestnik powstania styczniowego, zesłaniec (ur. 1838)
- 1909 – Heinrich Gärtner, niemiecki malarz (ur. 1828)
- 1910:
  - Josep Vilaseca i Casanovas, kataloński architekt (ur. 1848)
  - Udo zu Stolberg-Wernigerode, niemiecki oficer, polityk (ur. 1840)
- 1912 – Adelchi Negri, włoski patolog, mikrobiolog, wykładowca akademicki (ur. 1876)
- 1915 – Gopal Krishna Gokhale, indyjski ekonomista, polityk (ur. 1866)
- 1916:
  - Feliks Czech, polski działacz niepodległościowy, podporucznik Legionów Polskich (ur. 1894)
  - Franciszek Grzybowski, polski wydawca, księgarz, antykwariusz (ur. 1837)
  - Ernst Mach, austriacki fizyk, filozof, wykładowca akademicki (ur. 1838)
- 1918 – Bolesław Mościcki, polski pułkownik kawalerii (ur. 1877)
- 1919 – Yasumasa Fukushima, japoński generał, oficer wywiadu (ur. 1852)
- 1920 – John Creaghe, irlandzki lekarz, pedagog, działacz anarchistyczny (ur. 1841)
- 1921 – Dmitrij Romanowski, rosyjski lekarz (ur. 1861)
- 1923:
  - Jean-Jules-Antoine Lecomte du Nouÿ, francuski malarz, rzeźbiarz (ur. 1842)
  - Élie Marchal, belgijski botanik, mykolog, wykładowca akademicki (ur. 1839)
  - Ivan Tavčar, słoweński pisarz, dziennikarz, prawnik, polityk (ur. 1851)
  - Teodor Wierzbowski, polski historyk, archiwista, bibliograf, wydawca źródeł (ur. 1853)
- 1925 – Michaił Gerszenzon, rosyjski historyk literatury i myśli społecznej pochodzenia żydowskiego (ur. 1869)
- 1926 – Jan Wacław Machajski, polski anarchista, dziennikarz (ur. 1866)
- 1927:
  - Georg Brandes, duński filozof, pisarz, historyk i krytyk literacki, podróżnik pochodzenia żydowskiego (ur. 1842)
  - Robert Fuchs, austriacki kompozytor, pedagog (ur. 1847)
  - Stanisław Grzywiński, polski generał dywizji (ur. 1855)
  - Károly Kétly, węgierski neuropatolog, wykładowca akademicki (ur. 1839)
  - Fernand de Langle de Cary, francuski generał (ur. 1849)
  - Herbert Akroyd Stuart, brytyjski inżynier, wynalazca (ur. 1864)
  - Wiktor Syniewski, polski chemik, wykładowca akademicki (ur. 1865)
- 1930 – Raul Rodriguez-Duarte, meksykański dyplomata (ur. ?)
- 1931 – Milan Šufflay, chorwacki historyk, albanolog, wykładowca akademicki, polityk (ur. 1879)
- 1933:
  - Leon Hufnagel, polski astronom, astrofizyk (ur. 1893)
  - Jan Sullivan, irlandzki jezuita, błogosławiony (ur. 1861)
- 1934:
  - Caleb Bradham, amerykański farmaceuta, twórca Pepsi-Coli (ur. 1867)
  - Nikołaj Osipow, rosyjsko-czeski psychiatra, psychoanalityk, wykładowca akademicki (ur. 1877)
  - Aleksandr Sztejngart, radziecki polityk pochodzenia żydowskiego (ur. 1887)
- 1935 – Wacław Kaj, polski podpułkownik piechoty (ur. 1889)
- 1936 – Max Schreck, niemiecki aktor (ur. 1879)
- 1937:
  - Henryk Nusbaum, polski neurolog, fizjolog, filozof medycyny, publicysta pochodzenia żydowskiego (ur. 1849)
  - Horacio Quiroga, urugwajski poeta, prozaik, dramaturg (ur. 1878)
  - Friedrich Weißler, niemiecki prawnik, działacz antynazistowski (ur. 1891)
- 1938:
  - Leopoldo Lugones, argentyński poeta, krytyk literacki (ur. 1874)
  - Katharine Pyle, amerykańska pisarka, poetka, ilustratorka (ur. 1863)
- 1939 – Zygmunt Wyrobek, polski instruktor harcerski (ur. 1872)
- 1940:
  - Alfred Chłapowski, polski ziemianin, polityk, poseł na Sejm RP, minister rolnictwa i dóbr państwowych, dyplomata (ur. 1874)
  - Ljubomir Davidović, serbski polityk, premier Królestwa Serbów, Chorwatów i Słoweńców (ur. 1863)
  - Erhardt K.J. Frijs, duński porucznik pilot (ur. 1912)
  - Olli Huttunen, fiński biathlonista, żołnierz (ur. 1915)
  - Jan Włodek, polski ziemianin, żołnierz Legionów Polskich, agronom, wykładowca akademicki, publicysta (ur. 1885)
- 1941:
  - Jacques Curie, francuski fizyk, mineralog, wykładowca akademicki (ur. 1855)
  - Hamilton Harty, irlandzki dyrygent, kompozytor, pianista, organista (ur. 1879)
  - Abram Perelman, polski pedagog, działacz społeczny pochodzenia żydowskiego (ur. 1888)
- 1942:
  - Georges Louis Nicolas Blaison, francuski komandor podporucznik (ur. 1906)
  - Mieczysław Korzeniewski, polski działacz społeczno-polityczny (ur. 1884)
  - Kārlis Zāle, łotewski rzeźbiarz (ur. 1888)
- 1943:
  - Leopold Endel-Ragis, polski pułkownik dyplomowany piechoty (ur. 1894)
  - Paweł Musioł, polski historyk, publicysta, pedagog, polityk (ur. 1905)
- 1944 – Zygmunt Terakowski, polski drukarz, litograf (ur. 1871)
- 1945:
  - John Basilone, amerykański sierżant pochodzenia włoskiego (ur. 1916)
  - Boris Bielajew, radziecki major (ur. 1917)
  - Nikołaj Bogdanow-Bielski, rosyjski malarz (ur. 1868)
  - Darrell S. Cole, amerykański sierżant (ur. 1920)
  - Teresa Dowgiałło, polska działaczka niepodległościowa, żołnierz AK (ur. 1884)
  - Jan Jaworski, polski historyk, sinolog, japonista (ur. 1903)
  - Fay Moulton, amerykański lekkoatleta, sprinter (ur. 1876)
  - Józef Zapłata, polski zakonnik, męczennik, błogosławiony (ur. 1904)
- 1947:
  - Ksawery Błasiak, polski żołnierz AK, członek KWP (ur. 1900)
  - Henryk Glapiński, polski kapitan, członek KWP (ur. 1915)
  - Franciszek Jerzy Jaskulski, polski major AK, działacz WiN (ur. 1913)
  - Charles Leaf, brytyjski żeglarz sportowy (ur. 1895)
  - Frédèric Petit, francuski łucznik (ur. 1857)
  - August Schmidthuber, niemiecki SS-Brigadeführer, zbrodniarz wojenny (ur. 1901)
  - Stanisław Sojczyński, polski kapitan piechoty AK, organizator i dowódca KWP (ur. 1910)
- 1948 – Joanna Narutowiczowa, litewska działaczka oświatowa (ur. 1868)
- 1949 – Zusman Segałowicz, polski poeta, prozaik pochodzenia żydowskiego (ur. 1884)
- 1951:
  - André Gide, francuski pisarz, laureat Nagrody Nobla (ur. 1869)
  - Hugo Sällström, szwedzki żeglarz sportowy (ur. 1870)
- 1952 – Knut Hamsun, norweski pisarz, laureat Nagrody Nobla (ur. 1859)
- 1954:
  - Erik Norberg, szwedzki gimnastyk (ur. 1883)
  - Axel Pehrsson-Bramstorp, szwedzki polityk, premier Szwecji (ur. 1883)
  - Ludwik Szczepański, polski literat, publicysta, dziennikarz, poeta (ur. 1872)
  - Władimir Wiese, rosyjski geograf, badacz polarny, wykładowca akademicki pochodzenia niemieckiego (ur. 1886)
- 1957:
  - Aleksandr Chadiejew, radziecki generał porucznik (ur. 1894)
  - František Filip, czeski pisarz (ur. 1904)
  - Maurice Garin, francuski kolarz szosowy pochodzenia włoskiego (ur. 1871)
  - Märta Torén, szwedzka aktorka (ur. 1925)
- 1958 – Charles King, amerykański lekkoatleta, skoczek w dal i trójskoczek (ur. 1880)
- 1959:
  - Antoni Kenar, polski rzeźbiarz (ur. 1906)
  - Aleksandr Zaporożec, radziecki generał-lejtnant, polityk (ur. 1899)
- 1960:
  - Hans Christian Hansen, duński polityk, premier Danii (ur. 1906)
  - Stefan Wyganowski, polski ziemianin, rolnik, przedsiębiorca, polityk, poseł na Sejm RP (ur. 1894)
- 1961 – Rapolas Jakimavičius, litewski malarz, rzeźbiarz (ur. 1893)
- 1962 – Georgios Papanikolaou, amerykański ginekolog pochodzenia greckiego (ur. 1883)
- 1963 – Benny Moré, kubański piosenkarz, kompozytor (ur. 1919)
- 1964 – Zygmunt Szypold, polski biskup starokatolicki, zwierzchnik Polskiego Kościoła Starokatolickiego (ur. 1909)
- 1967:
  - Leonard Buczkowski, polski reżyser i scenarzysta filmowy (ur. 1900)
  - Wacław Długosz, polski polityk, poseł i wicemarszałek Sejmu RP (ur. 1892)
- 1968 – Georg Hackenschmidt, estoński zapaśnik, strongman, wrestler (ur. 1878)
- 1972 – John Grierson, szkocki reżyser filmów dokumentalnych (ur. 1898)
- 1973:
  - Kostas Negrepondis, grecki piłkarz, trener (ur. 1897)
  - József Szigeti, amerykański skrzypek pochodzenia węgiersko-żydowskiego (ur. 1892)
- 1974:
  - Władysław Melanowski, polski okulista (ur. 1888)
  - Antoni Nurzyński, polski operator filmowy (ur. 1935)
  - Hermine Stindt, niemiecka pływaczka (ur. 1888)
- 1975:
  - Léon Bernot, francuski sztangista (ur. 1896)
  - Luigi Dallapiccola, włoski kompozytor (ur. 1904)
  - Eugeniusz Morski, polski poeta, prozaik, tłumacz (ur. 1909)
- 1976:
  - Władimir Bułatow, rosyjski lekkoatleta, tyczkarz (ur. 1929)
  - Stefan Drewicz, polski aktor, reżyser teatralny, kierownik artystyczny, autor sztuk dla dzieci (ur. 1906)
  - János Riheczky, węgierski zapaśnik (ur. 1903)
  - Lawrence Shields, amerykański lekkoatleta, średniodystansowiec (ur. 1895)
  - Maksymilian Statkiewicz, polski tancerz, choreograf, reżyser operowy (ur. 1889)
- 1977 – Anthony Crosland, brytyjski polityk (ur. 1918)
- 1978:
  - Romano Bottegal, włoski duchowny katolicki, czcigodny Sługa Boży (ur. 1921)
  - Siemion Burdakow, radziecki generał porucznik, funkcjonariusz organów bezpieczeństwa, polityk (ur. 1901)
  - Olaf Ditlev-Simonsen, norweski żeglarz i działacz sportowy, przedsiębiorca (ur. 1897)
- 1979:
  - Janka Hienijusz, białoruski lekarz, działacz polityczny (ur. 1902)
  - Evert Lundquist, szwedzki piłkarz (ur. 1900)
- 1980:
  - Eugen Corrodi von Elfenau, szwajcarski major, faszysta, kolaborant (ur. 1897)
  - Natan Jelin-Mor, izraelski polityk (ur. 1913)
  - Kazimierz Kasperkiewicz, polski lekkoatleta, sprinter i skoczek w dal (ur. 1908)
  - Bon Scott, australijski wokalista, muzyk, członek zespołu AC/DC pochodzenia szkockiego (ur. 1946)
  - Sabina Sebyłowa, polska pisarka, autorka wspomnień (ur. 1900)
- 1981:
  - Drita Çomo, albańska poetka (ur. 1958)
  - Douglas Lewis, kanadyjski bokser (ur. 1898)
- 1982 – Antoni Böttcher, polski piłkarz, trener (ur. 1914)
- 1983:
  - William C. Boyd, amerykański immunochemik (ur. 1903)
  - Ernest Terreau, francuski kolarz szosowy i torowy (ur. 1908)
- 1984:
  - Anatolij Gładyszew, rosyjski żużlowiec (ur. 1947)
  - Dawid Hakohen, izraelski ekonomista, polityk (ur. 1898)
- 1985:
  - Gregorio López-Bravo, hiszpański polityk (ur. 1923)
  - Carol Sutton, amerykańska dziennikarka (ur. 1933)
- 1986:
  - Adolfo Celi, włoski aktor (ur. 1922)
  - Bożena Ciecierska-Więcko, polska pisarka, dziennikarka (ur. 1935)
  - James Eastland, amerykański polityk (ur. 1904)
  - Barry Seal, amerykański pilot, przemytnik i diler narkotyków (ur. 1939)
- 1987:
  - Henry-Russell Hitchcock, amerykański historyk, krytyk i teoretyk literatury, muzealnik (ur. 1903)
  - Kirsten Walther, duńska aktorka (ur. 1933)
- 1988:
  - Isabel Bishop, amerykańska malarka, graficzka (ur. 1902)
  - René Char, francuski poeta (ur. 1907)
  - André Frédéric Cournand, amerykański lekarz, fizjolog, laureat Nagrody Nobla pochodzenia francuskiego (ur. 1895)
  - Walerian Kisieliński, polski piłkarz (ur. 1907)
- 1990:
  - Dawid Choroł, radziecki matematyk, konstruktor techniki rakietowej, wykładowca akademicki (ur. 1920)
  - Janusz Paluszkiewicz, polski aktor (ur. 1912)
  - Michael Powell, brytyjski reżyser filmowy (ur. 1905)
  - Edris Rice-Wray, amerykańska pionierka badań medycznych (ur. 1904)
- 1991 – Herbert Niemann, niemiecki judoka (ur. 1935)
- 1992:
  - Joseph Lyman Fisher, amerykański ekonomista, polityk (ur. 1914)
  - Vladimir Pozner, francuski pisarz, dziennikarz, scenarzysta filmowy, tłumacz pochodzenia rosyjskiego (ur. 1905)
- 1993:
  - Adina Blady-Szwajger, polska pediatra pochodzenia żydowskiego (ur. 1917)
  - Aleksandr Dawydow, rosyjski fizyk, wykładowca akademicki (ur. 1912)
  - Carlos Augusto Strazzer, brazylijski aktor, reżyser telewizyjny (ur. 1946)
  - Jerzy Suchanek, polski siatkarz, trener (ur. 1938)
- 1994:
  - Derek Jarman, brytyjski reżyser i scenarzysta filmowy, malarz, scenograf, poeta, prozaik (ur. 1942)
  - Vittorio Rieti, amerykański kompozytor, pedagog pochodzenia włoskiego (ur. 1898)
  - Iwan Sidorenko, radziecki snajper (ur. 1919)
  - Georges Watin, francuski wojskowy, pułkownik, członek OAS (ur. 1923)
- 1995:
  - Nigel Findley, kanadyjski pisarz, autor gier RPG (ur. 1959)
  - Andrzej Jasiuk, polski polityk, poseł na Sejm Ustawodawczy (ur. 1908)
- 1996 – Grant Sawyer, amerykański polityk, gubernator Nevady (ur. 1918)
- 1997:
  - Deng Xiaoping, chiński polityk, sekretarz generalny KPCh (ur. 1904)
  - Tadeusz Głazek, polski botanik, wykładowca akademicki (ur. 1927)
  - Edsall Walker, amerykański baseballista (ur. 1910)
- 1998:
  - Czesław Domagała, polski polityk, poseł na Sejm PRL (ur. 1911)
  - Grandpa Jones, amerykański piosenkarz country, wirtuoz banjo (ur. 1913)
  - Charles Martin, brytyjski kierowca wyścigowy (ur. 1913)
- 1999 – Georg Meier, niemiecki kierowca i motocyklista wyścigowy (ur. 1910)
- 2000:
  - Marin Goleminow, bułgarski kompozytor, dyrygent, pedagog (ur. 1908)
  - Józef Herman, polsko-brytyjski malarz, rysownik pochodzenia żydowskiego (ur. 1911)
  - Friedensreich Hundertwasser, austriacki architekt (ur. 1928)
  - Jerzy Lenczowski, polski prawnik, politolog, wykładowca akademicki, dyplomata (ur. 1915)
  - Aleksander Lewandowski, polski koszykarz, trener (ur. 1935)
  - Djidingar Dono Ngardoum, czadyjski polityk, premier Czadu (ur. 1928)
  - Paul Verschuren, holenderski duchowny katolicki, biskup helsiński (ur. 1925)
- 2001:
  - Stanley Kramer, amerykański reżyser i producent filmowy (ur. 1913)
  - Guy Rodgers, amerykański koszykarz (ur. 1935)
  - Nadieżda Siemiencowa, rosyjska aktorka (ur. 1927)
  - Charles Trenet, francuski piosenkarz, kompozytor, autor tekstów (ur. 1913)
- 2002:
  - Sal Bartolo, amerykański bokser (ur. 1917)
  - Jorma Kurvinen, fiński pisarz (ur. 1931)
  - Arne Selmosson, szwedzki piłkarz (ur. 1931)
- 2003:
  - Washington Beltrán, urugwajski prawnik, polityk, prezydent Urugwaju (ur. 1914)
  - Antoni Deryło, polski parazytolog, wykładowca akademicki (ur. 1935)
  - Volkmar Gabert, niemiecki samorządowiec, polityk, eurodeputowany (ur. 1923)
- 2005:
  - Janina Doliwa-Taborska, polska lekarka, polityk, poseł na Sejm PRL (ur. 1912)
  - Henryk Vogler, polski pisarz, krytyk literacki i teatralny (ur. 1911)
- 2007:
  - Janet Blair, amerykańska aktorka (ur. 1921)
  - Jerzy Trunkwalter, polski dziennikarz (ur. 1933)
- 2008:
  - Natalija Biessmiertnowa, rosyjska primabalerina (ur. 1941)
  - Jegor Letow, rosyjski wokalista punkrockowy (ur. 1964)
  - Teo Macero, amerykański producent muzyczny, saksofonista, kompozytor (ur. 1925)
  - Lydia Shum Din-Ha, hongkońska aktorka komediowa (ur. 1945)
  - Mariola Siwczyk, polska piłkarka ręczna (ur. 1972)
  - David Watkin, brytyjski operator filmowy (ur. 1925)
- 2009:
  - Renata Gleinert, polska pianistka, kompozytorka, pedagog (ur. 1938)
  - Edmund Majkowski, polski rzeźbiarz (ur. 1929)
  - Stefan Szymutko, polski eseista, historyk literatury (ur. 1958)
  - Miika Tenkula, fiński muzyk, gitarzysta, członek zespołu Sentenced (ur. 1974)
- 2010:
  - Anna Bernardczykowa, polska okulistka (ur. 1929)
  - Elisabeth Branäs, szwedzka curlerka (ur. 1930)
  - Jesús Díez del Corral, hiszpański szachista (ur. 1933)
  - Lionel Jeffries, brytyjski aktor, reżyser filmowy (ur. 1926)
  - Giovanni Pettenella, włoski kolarz torowy (ur. 1943)
- 2012:
  - Ruth Barcan Marcus, amerykańska filozof analityczna, logik, filozof logiki (ur. 1921)
  - Steve Kordek, amerykański projektant flipperów (ur. 1911)
- 2013:
  - Armen Alchian, amerykański ekonomista (ur. 1914)
  - Henryk Kulczyk, polski przedsiębiorca, filantrop, ojciec Jana (ur. 1925)
  - Robert C. Richardson, amerykański fizyk, laureat Nagrody Nobla (ur. 1937)
- 2014:
  - Antonio Benítez Fernández, hiszpański piłkarz (ur. 1951)
  - Kresten Bjerre, duński piłkarz, trener (ur. 1946)
  - Walerij Kubasow, rosyjski kosmonauta (ur. 1935)
- 2015 – Harold Johnson, amerykański bokser (ur. 1928)
- 2016:
  - Tamierłan Aguzarow, rosyjski polityk, przywódca Osetii Północnej (ur. 1963)
  - Umberto Eco, włoski pisarz, filozof, felietonista (ur. 1932)
  - Harper Lee, amerykańska pisarka (ur. 1926)
  - Samuel Willenberg, izraelski rzeźbiarz, malarz (ur. 1923)
- 2017:
  - Halaevalu Mataʻaho ʻAhomeʻe, królowa Tonga (ur. 1926)
  - Larry Coryell, amerykański gitarzysta jazzowy (ur. 1943)
  - Kaci Kullmann Five, norweska politolog, polityk, przewodnicząca Norweskiego Komitetu Noblowskiego (ur. 1951)
  - Wincenty Myszor, polski duchowny katolicki, profesor nauk humanistycznych (ur. 1941)
  - Igor Szafariewicz, rosyjski matematyk, wykładowca akademicki (ur. 1923)
  - Danuta Szaflarska, polska aktorka (ur. 1915)
- 2018:
  - Siergiej Litwinow, rosyjski lekkoatleta, młociarz (ur. 1958)
  - Janusz Teczke, polski ekonomista, wykładowca akademicki (ur. 1949)
  - Jurij Tiukałow, rosyjski wioślarz (ur. 1930)
  - Zofia Włodek, polska historyk filozofii, wykładowczyni akademicka (ur. 1925)
- 2019:
  - Giulio Brogi, włoski aktor (ur. 1935)
  - Karl Lagerfeld, niemiecki projektant mody (ur. 1933)
  - Don Newcombe, amerykański baseballista (ur. 1926)
- 2020:
  - Jens Nygaard Knudsen, duński projektant zabawek (ur. 1942)
  - Fernando Morán López, hiszpański dyplomata, polityk, minister spraw zagranicznych, eurodeputowany (ur. 1926)
  - Wanda Narkiewicz-Jodko, polska wokalistka, członkini zespołów Alibabki i Partita (ur. 1943)
  - Andrzej Popiel, polski aktor (ur. 1936)
  - Pop Smoke, amerykański raper (ur. 1999)
- 2021:
  - Đorđe Balašević, serbski piosenkarz, muzyk, kompozytor, poeta, autor tekstów (ur. 1953)
  - Arturo Di Modica, włoski rzeźbiarz (ur. 1941)
  - Joseph Kesenge, kongijski duchowny katolicki, biskup Molegbe (ur. 1928)
- 2022:
  - Gary Brooker, brytyjski muzyk, pianista, wokalista, członek zespołu Procol Harum (ur. 1945)
  - Franz Grave, niemiecki duchowny katolicki, biskup Essen (ur. 1932)
  - Jan Hryniak, polski reżyser i scenarzysta filmowy (ur. 1969)
  - Marek Łaniecki, polski chemik, wykładowca akademicki (ur. 1948)
  - Jan Pieńkowski, polski ilustrator i autor książek i komiksów dla dzieci (ur. 1936)
  - Jacques Poos, luksemburski ekonomista, polityk, minister spraw zagranicznych, eurodeputowany (ur. 1935)
- 2023:
  - Greg Foster, amerykański lekkoatleta, płotkarz (ur. 1958)
  - Daniel Roche, francuski historyk, wykładowca akademicki (ur. 1935)
  - Jan Schmidt, polski piłkarz (ur. 1937)
- 2024:
  - Jan Assmann, niemiecki historyk, egiptolog (ur. 1938)
  - Virgilijus Bulovas, litewski inżynier, polityk, dyplomata, minister spraw wewnętrznych (ur. 1939)
  - Jan Sørensen, duński piłkarz, trener (ur. 1955)
- 2025:
  - Kent Bernard, trynidadzko-tobagijski lekkoatleta, sprinter (ur. 1942)
  - Nicolás Antonio Castellanos Franco, hiszpański duchowny katolicki, biskup Palencia (ur. 1935)
  - Souleymane Cissé, malijski reżyser, scenarzysta i producent filmowy (ur. 1940)
  - Frits Korthals Altes, holenderski prawnik, polityk, minister sprawiedliwości, przewodniczący Eerste Kamer (ur. 1931)
  - Jan Krysiński, polski naukowiec, specjalizujący się w mechanice płynów, profesor nauk technicznych (ur. 1935)
  - William Walsh, irlandzki duchowny katolicki, biskup Killaloe (ur. 1935)
  - Edward Warchoł, polski duchowny katolicki, socjolog religii, profesor nauk humanistycznych, nauczyciel akademicki (ur. 1935)